# Pentameris longiglumis
Pentameris longiglumis là một loài thực vật có hoa trong họ Hòa thảo. Loài này được (Nees) Steud. mô tả khoa học đầu tiên năm 1841.